# System der Normativbedingungen
System der Normativbedingungen ist ein Begriff aus dem Gesellschaftsrecht, das die Entstehungsbedingungen einer juristischen Person bezeichnet. Es beschreibt einen Mittelweg zwischen dem System der freien Körperschaftsbildung und dem Konzessionssystem, durch die ebenfalls juristische Personen entstehen können.
Es erfordert für die Verbandsgründung die Einhaltung bestimmter – gesetzlicher oder gewohnheitsrechtlicher – Mindestbedingungen.
Beispielsweise bedarf es für die Gründung eines Idealvereins:
einer Satzung gem. § 57 Abs. 1 BGB,
einer Bestellung des Vorstands (§ 59),
sieben Mitglieder (§ 56 BGB).
Liegen diese Voraussetzungen vor, besteht ein Anspruch auf Eintragung (aus Art. 9 GG), durch die der Verein rechtsfähig wird.